# Wattpad
Wattpad是一個2006年建立的在線作者、讀者社區，提供了一個讀者和作者直接交流的平台 ，其上也可發表各類文學作品，總部位於加拿大多倫多。雖然有幾十個語言版本，但其上近80%的內容都是拿英語發佈的。

## 用戶

2006–2018年使用的商標

截止2019年8月，該網站上共有6.65億篇故事，每月有8000萬用戶訪問，其中85%的流量來自移動端，70%的用戶為女性，其中又有80%為00後。

## 中國大陸封鎖
依據GreatFire測試，其網站在中國大陸被當局的網墻封鎖，即當地網民無法正常訪問該網站。HTTP連結自2013年6月或更早起遭受封鎖至今，HTTPS連結自2016年8月或更早起遭受封鎖至今。